# Frysende våde vejbaner
Frysende våde vejbaner opstår typisk i forbindelse med et regnvejr i løbet af dagen, som lægger et større eller mindre lag vand oven på kørebanens asfalt. Ud på aftenen og i nattetimerne når vejtemperaturen så ned under 0 °C, hvilket får vandet til at fryse til is. Hermed ligger der så et lag is oven på kørebanen, som kan genere trafikken voldsomt.
En anden også hyppigt forekommende årsag er, hvis det tidligere har sneet og der dermed ligger sne i vejkanten. I løbet af dagen kan man have plusgrader, hvilket får sneen til at smelte. I forbindelse med nattefrost fryser dette smeltevand så til is.
Fænomenet kan også kaldes islag (ét s), men dette forveksles ofte med isslag (to s'er).
Sort is er et udtryk for sne, der er smeltet og frosset igen, eller presset hårdt sammen. Normalt kender man sne og is der er hvidt, men efter smeltningen og indfrysningen, kan isen blive mere gennemsigtig og er derfor sværere at se. Det kan medføre farlige situationer for folk der færdes i trafikken. Fx advarede Vejdirektoratet bilister over hele landet den 17.12.2010 mod: "Der er risiko for såkaldt "sort is", hvor vejen ser tør og fin ud, men er spejlglat"
Begrebet kendes også fra skibsfarten, hvor isklumper af "sort is" er svære at se i vandet og kan medføre sammenstød mellem skib og isbjerg. Isklumperne er dog fremkommet ved, at gletsjere presser isen sammen, så den bliver mere kompakt og gennemsigtig.